# A United Airlines 811-es járatának katasztrófája
A United Airlines 811-es járat egy Boeing 747-122-es repülőgép  Los Angelesből Aucklandbe tartó repülőjárata volt 1989. február 24-én. Útközben megállt a Honolului nemzetközi repülőtéren, majd a továbbindulás után robbanásszerű  dekompresszió lépett fel. Ezt egy csomagtérajtó leszakadása okozta. A dekompresszió magával rántott néhány sornyi ülést 9 emberrel együtt.

## A baleset
A járat a Honolulu nemzetközi repülőtérről indult Sydney felé az új-zélandi Aucklandon keresztül. A gép helyi idő szerint 01:52-kor szállt fel, fedélzetén 3 tagú személyzettel, 15 légi utaskísérővel és 337 utassal. A repülő pilótája David M. Cronin kapitány volt, a másodpilóta G. Al Slader, míg a fedélzeti mérnök R. Mark Thomas volt.
Emelkedés közben a pilóták heves zivatart vettek észre a gép útjában, ezért a kapitány bekapcsolva hagyta a biztonsági övek becsatolására figyelmeztető jelzést. Ezután szólt a másodpilótának, kérjen engedélyt, hogy 10 000 méter magasan repülhessenek, és értesítse a tornyot, hogy a megadott iránytól balra tesznek egy kerülőt. Ekkor, 02:08 perckor a gép körülbelül 16 perce repült és 7 000 méter magasan volt. Az üzleti osztályon furcsa zajt, majd egy puffanást hallottak, másfél másodperc múlva pedig a csomagtérajtó kiszakadt. A nyomáskülönbség miatt az ajtó fölötti padlórész beszakadt, magával rántva ötsornyi ülést és egy személyt. Egy légi utaskísérő és 9 utas szintén súlyosan megsérült ekkor. Az esemény következtében a géptörzsön hatalmas lyuk keletkezett. A pilóták azonnal megkezdték az ereszkedést olyan magasságba, ahol a levegő lélegezhető, mivel a robbanás során az oxigén-előállító generátor is megsérült. Egy 180 fokos bal fordulatot tettek, hogy Honolulu felé visszairányítsák a gépet.
A széthulló törmelék súlyos károkat okozott a 3-as és 4-es hajtóművekben, amik emiatt lángra kaptak. A pilóták nem kaptak tűzjelzést, bár a 3-as motornál gondokat jelzett a számítógép. A hajtómű végül leállt. 02:10-kor a pilóták vészhelyzetet jelentettek, és gyorsan elkezdték az üzemanyagot folyatni, hogy a gép tömege kisebb legyen landoláskor. Kezdetben a 4-es hajtóműnek több tolóerőt adtak, hogy a gép hamarabb érjen a reptérre, de mikor látták, hogy lángok csapnak fel belőle és rosszul működik, lekapcsolták azt is. A törmelék megrongálta a jobb szárny belépőélének műszereit, behorpasztotta a vízszintes vezérsík jobb oldalát, és a gép farkában is károkat okozott.
A süllyedés során a fedélzeti mérnök nem tudott kapcsolatba lépni a légiutas-kísérőkkel, így a kapitány utasította, hogy menjen le kideríteni, mi történt valójában. Amint kiért a pilótafülkéből, számos rongálódást vett észre a gépen. A fedélzet néhány részén a géptörzs borítása teljesen le volt szaggatva, a gép váza is látható volt néhány részen. Mikor lejjebb ment, teljesen egyértelművé vált, hogy egy hatalmas lyuk tátong a gép oldalán. A fedélzeti mérnök visszament a pilótafülkébe és közölte a többiekkel, hogy a géptörzs jobb oldalának nagy része hiányzik. Hozzátette, hogy talán egy bomba lehetett és a repülő állapotából ítélve nem tanácsos meghaladni a 460 km/óra sebességet (250 csomó). A pilótának ezért 440–460 km/h közötti sebességgel kellett vezetnie a gépet, mivel 440-nél (240 csomó) lassabban a gép átesett volna.
A repülőtér megközelítése közben a futóművek kiengedésével nem volt gond, de a fékszárnyakat csak 10 fokra lehetett kinyitni. Ez 190 és 200 csomó közötti landolási sebességet tett volna lehetővé. Cronin kapitány végül letette a gépet úgy, hogy az nem futott túl a kifutópályán. A vészhelyzet jelentése után 14 perc telt el. A repülő kiürítése kevesebb mint 45 másodpercig tartott. A folyamat közben minden légi utaskísérő megsérült.

## A baleset okai

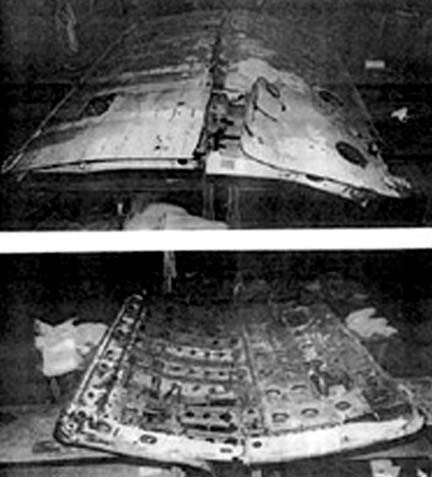
A raktérajtó két megtalált darabja

A baleset legvalószínűbb oka a gép helytelen huzalozása és a raktér ajtajának hiányos tervezése. A Boeing-747-esekben kifelé nyíló ajtók vannak, amiknek zárszerkezetekre van szükségük, hogy ne nyíljanak ki repülés során (ezzel ellentétben a befelé nyíló ajtókat a külső nyomás csökkenése szinte bepréseli a repülő vázába, így azok biztosan zárva maradnak). Az ilyen zárak elektromosan vezérelhetőek. Ha a pöcök a helyére csúszik, az árammal működő vezérlő bütykök csukott pozícióba forognak. Egy L alakú karokból álló rendszer biztosítja a zárat, hogy ne tudjon kinyílni. Ezek alumíniumból készültek, ami túl gyenge ahhoz, hogy megakadályozza a vezérlő bütykök elfordulását. Egy külső kapcsolót kikapcsolva a szerkezethez nem jut áram. Ez a kapcsoló repülés közben nem szabad, hogy működjön, de mivel rosszul volt megtervezve, a levegőben is üzemelt. A 811-es járat esetében egy rövidzárlat keletkezett az öregedő gépben, a vezérlő bütykök elfordultak, és emiatt a gyenge alumínium karok elengedtek. A nyomáskülönbség kitépte az ajtót a helyéről.
A raktérajtó két darabját 1990. szeptember 26-án és október 1-jén emelték ki a Csendes-óceánból.

### Személyes nyomozás
Az új-zélandi Lee Campbell egyike volt azoknak, akik életüket vesztették a balesetben. Halála után szülei, Kevin és Susan személyesen kezdtek nyomozni, mi vezetett a katasztrófához. Az eset átvizsgálása után arra a következtetésre jutottak, hogy a rakodótér ajtajának zárszerkezete hibás volt. Ezt a nyomozást több eset látszott alátámasztani:
- A Boeing már 1975-ben észrevette, hogy az alumínium nem elég erős a bütykök helyben tartásához, így azt tanácsolták a légitársaságoknak, hogy erősítsék meg a karokat. Kiderült, hogy a legtöbb társaság ezt nem tette meg.
- 1987-ben a Pan American egy gépének a londoni Heathrow-ról fölszállva ~ 6 000 méter magasan a nyomással gondjai támadtak. A probléma ~ 4 500 méter magasan megszűnt, így a pilóták megpróbáltak magasabbra repülni, de amint ismét elérték a 6 000 méteres magasságot, a gond megint jelentkezett. A személyzet visszafordult Heathrow felé, ahol sikeres landolást hajtottak végre. A raktér ajtaja kissé nyitva volt, és az összes alumínium kar eltört vagy elhajlott. A Boeing ezt kezdetben annak tulajdonította, hogy a munkások kezelték rosszul a karokat, de aztán előtérbe került az elektronika problémája. Ennek eredményeként a cég utasította a légitársaságokat, hogy végezzenek el egy egyszerű kísérletet: a külső kapcsolót kapcsolják ki, majd nyissák ki az ajtókat. A teszt váratlan eredményt hozott: a kapcsoló működött, az ajtó kinyílt annak ellenére, hogy nem szabadott volna.
- A Boeing elrendelte, hogy vásárlói cseréljék ki alumíniumról acélra az L alakú karokat, és különféle ellenőrzéseket hajtott végre. A Szövetségi Légügyi Hivatal (angolul Federal Aviation Administration, FAA) 18 hónap haladékot adott a légitársaságoknak, hogy teljesítsék a Boeing rendeletét. A 811-es járat katasztrófája után a haladékot 30 napra csökkentették.
- 1991-ben a New York-i John Fitzgerald Kennedy nemzetközi repülőtéren szintén történt egy incidens, amit a United Airlines egyik Boeing 747-ese csomagtérajtajának hibás működése okozott.[3] Akkor a légitársaság karbantartói egy árammegszakító kapcsoló szerkezetét vizsgálták. A probléma megállapítása közben az elektronikus ajtózár szerkezete véletlenül működésbe jött és a raktérajtó magától kinyílt. Ez az eset a zárban hasonló károkat okozott, mint a 811-es járat zárjában tapasztalt sérülések.

## A baleset után
A Nemzeti Közlekedésbiztonsági Felügyelet (angolul National Transportation Safety Board, NTSB) azonnali javaslatot tett arra, hogy az összes akkor használatban lévő Boeing 747-100-as gépben cseréljék ki a raktérajtók zárszerkezeteit új, nem hibás zárakra. Később egy javított javaslatban már azt javasolták, hogy a kifelé nyíló ajtókat befelé nyílókra váltsák, mivel azok biztonságosabbak. Ehhez hasonló baleset a 811-es járat katasztrófája után nem történt 747-100-asokkal.
1989-ben a személyzetet kitüntették tettük miatt. A gépet sikeresen megjavították, és új lajstromjellel (N4724U) ellátva 1990-ben újra szolgálatba állították.
A United Airlines egy szimulációt készített arra az esetre, ha a raktér ajtaja leszakad repülés közben. Sok próbálkozás és trükk kudarcot vallott, és sokszor nem tudták sikeresen letenni a gépet a lerepült csomagtérajtóval.

## Hasonló esetek
- Turkish Airlines 981-es járat - raktérajtó meghibásodása
- American Airlines 96-os járat - raktérajtó meghibásodása
- Pan Am 125-ös járat - raktérajtó meghibásodása
- Aloha Airlines 243-as járat - dekompresszió
- British Airways 5390-es járat - dekompresszió
- China Airlines 611-es járata - robbanásszerű dekompresszió
- de Havilland Comet - robbanásszerű dekompresszió
  - BOAC 781-es járat
  - South African Airways 201-es járat

## Fordítás
- Ez a szócikk részben vagy egészben  az   United Airlines Flight 811 című angol Wikipédia-szócikk ezen változatának fordításán alapul.  Az eredeti cikk szerkesztőit annak laptörténete sorolja fel. Ez a jelzés csupán a megfogalmazás eredetét és a szerzői jogokat jelzi, nem szolgál a cikkben szereplő információk forrásmegjelöléseként.